# Chonai

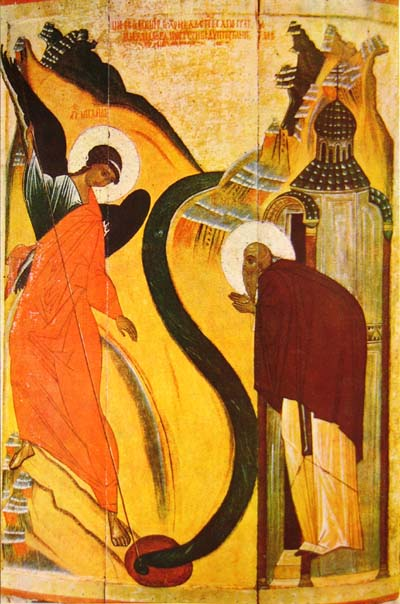
Il miracolo di San Michele a Chonai (icona russa del XV secolo)

Chonai (Cone o Chonum o anche Khonai) era una città della Frigia in età bizantina, che con molta probabilità sorgeva sopra i ruderi dell'antica città di Colossi. 

## Storia
Chonai si trovava in Asia Minore, precisamente in Frigia, nella valle di un affluente del Meandro, a circa 200 km dalla costa del mare Egeo. Potrebbe coincidere con Colossi o con l'attuale Honaz.
Fu il luogo natale di due letterati bizantini: Michele Coniata, religioso e scrittore, e il fratello minore Niceta Coniata, considerato uno tra i tre più grandi storici bizantini (insieme a Michele Psello e ad Anna Comnena). I fratelli Coniati, e poi tutta la loro dinastia, presero il nome dalla loro città natale.
Chonai fu sede vescovile già nell'VIII secolo e sede arcivescovile a partire dagli anni 858-860. Successivamente è menzionata come sede metropolitana senza suffraganee.
Nell'arte bizantina e russa, il tema del Miracolo dell'arcangelo Michele a Chonai (Τὸ ἐν Χωναῖς/Χώναις Θαῦμα τοῦ Ἀρχαγγέλου Μιχαήλ) riveste notevole importanza. La tradizione ortodossa tramanda che alcuni pagani deviarono il fiume contro il santuario di san Michele per distruggerlo, ma l'Arcangelo apparve e con un fulmine spaccò la roccia dando un nuovo letto al corso d'acqua, mettendo in salvo la chiesa e santificando per sempre l'acqua che sgorgava dalla roccia. Gli ortodossi celebrano una festa in commemorazione di questo evento il 6 settembre. Il Monastero di Čudov al Cremlino, in cui venivano battezzati gli zar, è dedicato al Miracolo di Chonai.